# Dalia Contreras
Dalia María Contreras Rivero född 20 september 1983 i Cabudare i Lara i Venezuela, är en venezuelansk taekwondoutövare. 
Contreras vann en bronsmedalj i 49-kilosklassen i OS 2008 i Peking. Hon har också deltagit i OS 2004 i Aten, där hon slutade på åttonde plats. Hon vann silvermedalj i de panamerikanska spelen 2003 i Santo Domingo. I de sydamerikanska spelen 2002 i Brasilien slutade Contreras på andra plats i damernas 47-kg-klass, men i de sydamerikanska spelen 2006 i Buenos Aires, Argentina, vann hon guldmedalj.